# Bubona
Az ókori római vallásban Bubona a szarvasmarhák istennője volt, de csak Szent Ágoston írásaiban szerepel.
Ágoston kigúnyolja Bubonát, mint az egyik kisebb római istenséget, akinek a neve megfelel a funkciójának, nevét a latin bos szóból (genitivus bovis, innen az angol "bovine") eredezteti, amely általában egyes számban "ökröt", többes számban pedig "marhát" jelent (részes esetben többes számban bubus, határozói esetben bubulcus, "aki marhát hajt vagy gondoz"). Nevének kialakulását több más római istennő nevéhez hasonlította: Bellona, "aki háborút irányítja (bellum)"; Pomona, "aki a gyümölcsösök felett rendelkezik (pomum)"; és Epona, a római-kelta lóistennő (a gall epos - ló szóból), képmását az istállókban helyezték el az állatok védelmezőjeként.
Ágoston két részben említi Bubonát. Az istenek neveiről (teonima) és isteni megszemélyesítésekről szóló szakaszon kívül több más istenség közé sorolja, akik a római vallásban egy bizonyos feladatkört láttak el, szemben a zsidók istenével.
Georg Wissowa úgy gondolta, hogy a Plinius által említett szarvasmarha-ünnep (ludi boum causa) bizonyára Bubonának volt szentelve. Azokat, akik a szertartásokat levezették, Bubetii néven emlegették, az elnevezés csak Pliniusnál fordul elő.

## Antik hagyomány
A 18. században a díszkertekben gyakran állítottak fel görög-római istenségeket ábrázoló szobrokat, amelyeket az istenség és a terület szerepe közötti megfelelés alapján lehetett kiválasztani: Silvanus például egy ligethez, vagy Pomona egy gyümölcsöskerthez. Bubona a "kis karámokhoz" ajánlott istenek között szerepelt.

## Fordítás
Ez a szócikk részben vagy egészben  a   Bubona című angol Wikipédia-szócikk ezen változatának fordításán alapul.  Az eredeti cikk szerkesztőit annak laptörténete sorolja fel. Ez a jelzés csupán a megfogalmazás eredetét és a szerzői jogokat jelzi, nem szolgál a cikkben szereplő információk forrásmegjelöléseként.